# Anna Buter
Anna Buter (* 27. September 2001 in Tuitjenhorn) ist eine niederländische Handballspielerin. Sie ist insbesondere in der Variante Beachhandball erfolgreich, wo sie mehrere Jugendnationalmannschaften durchlaufen hat und mittlerweile für die Niederländische Beachhandball-Nationalmannschaft der Frauen antritt.

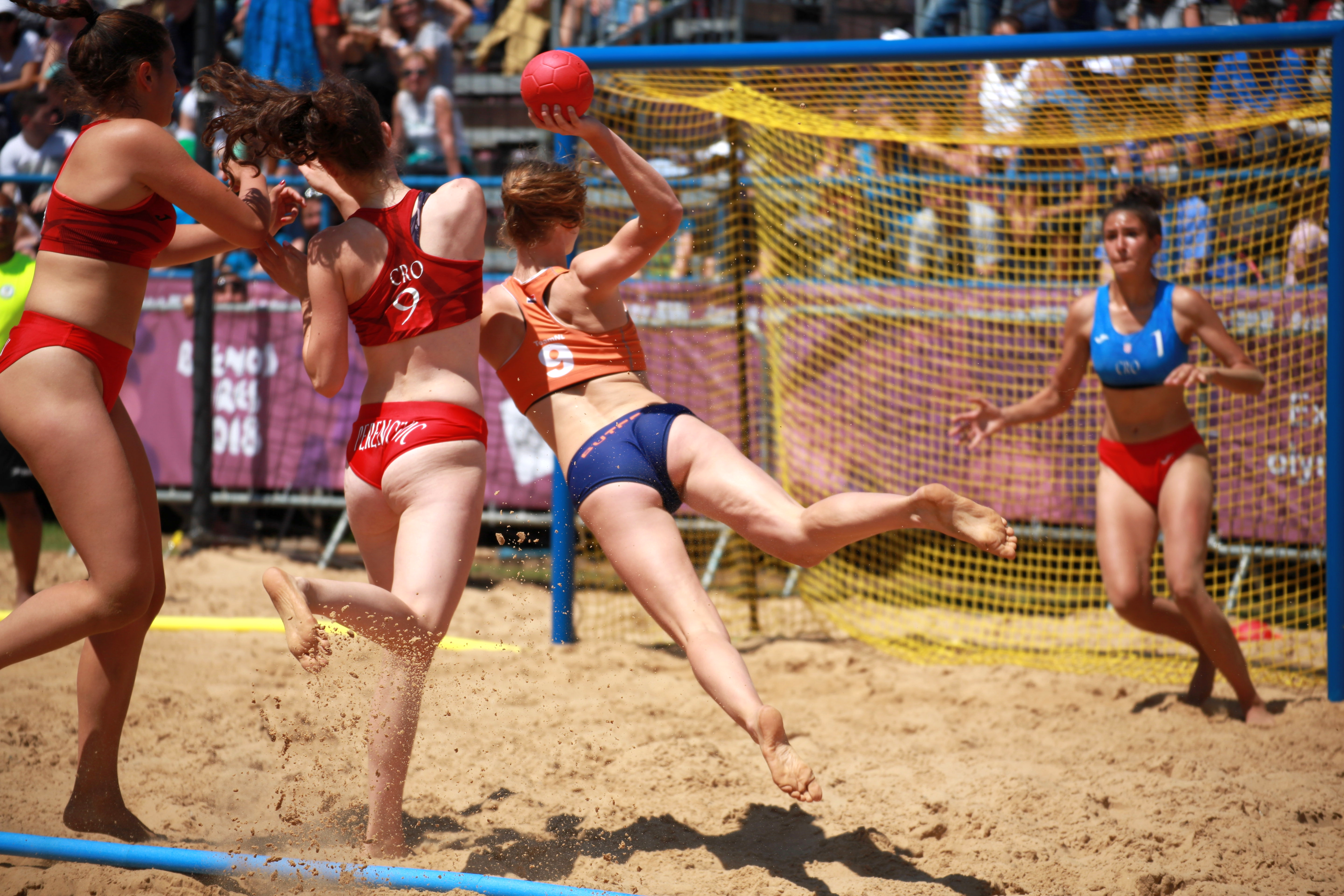
Buter (#9 im orange-blauen Trikot) beim Wurf im Spiel um Platz drei bei den Olympischen Jugendspielen 2018

Anna Buter lebt in Tuitjenhorn. Sie spielt für den Erstligisten JuRo Unirek/VZV. Ihre bislang größten Erfolge erreichte sie als Beachhandballspielerin, wo sie von der U16- bis zur U18-Juniorinnennationalmannschaft alle Juniorinnennationalmannschaften ihres Landes durchlaufen hat. Sie startete bei den U-17-Europameisterschaften 2017 in Kroatien sowie den erstmals ausgetragenen U-17-Weltmeisterschaften in Flic-en-Flac auf Mauritius. Hier konnte sie mit ihrer Mannschaft das Finale erreichen und musste sich einzig dort der Mannschaft aus Ungarn geschlagen geben. Höhepunkt war die Teilnahme an den Olympischen Jugend-Sommerspielen 2018 in Buenos Aires, bei denen erstmals im Rahmen Olympischer Spiele Beachhandball ausgetragen wurde. Die eigentliche Defensivspezialistin zeigte sich hierbei recht treffsicher, erzielte beispielsweise im hart umkämpften Hauptrundenspiel gegen Chinese Taipei bei acht Versuchen mit sieben Toren 14 Punkte, allein 12 davon in der zweiten Spielhälfte. Ab der Hauptrunde gehörte sie in fast allen Spielen zu den Topscorern ihrer Mannschaft. Die Niederlande erreichten das Halbfinale, welches sie gegen Kroatien im Shootout verloren, auch das Spiel um den dritten Rang ging gegen Ungarn verloren.

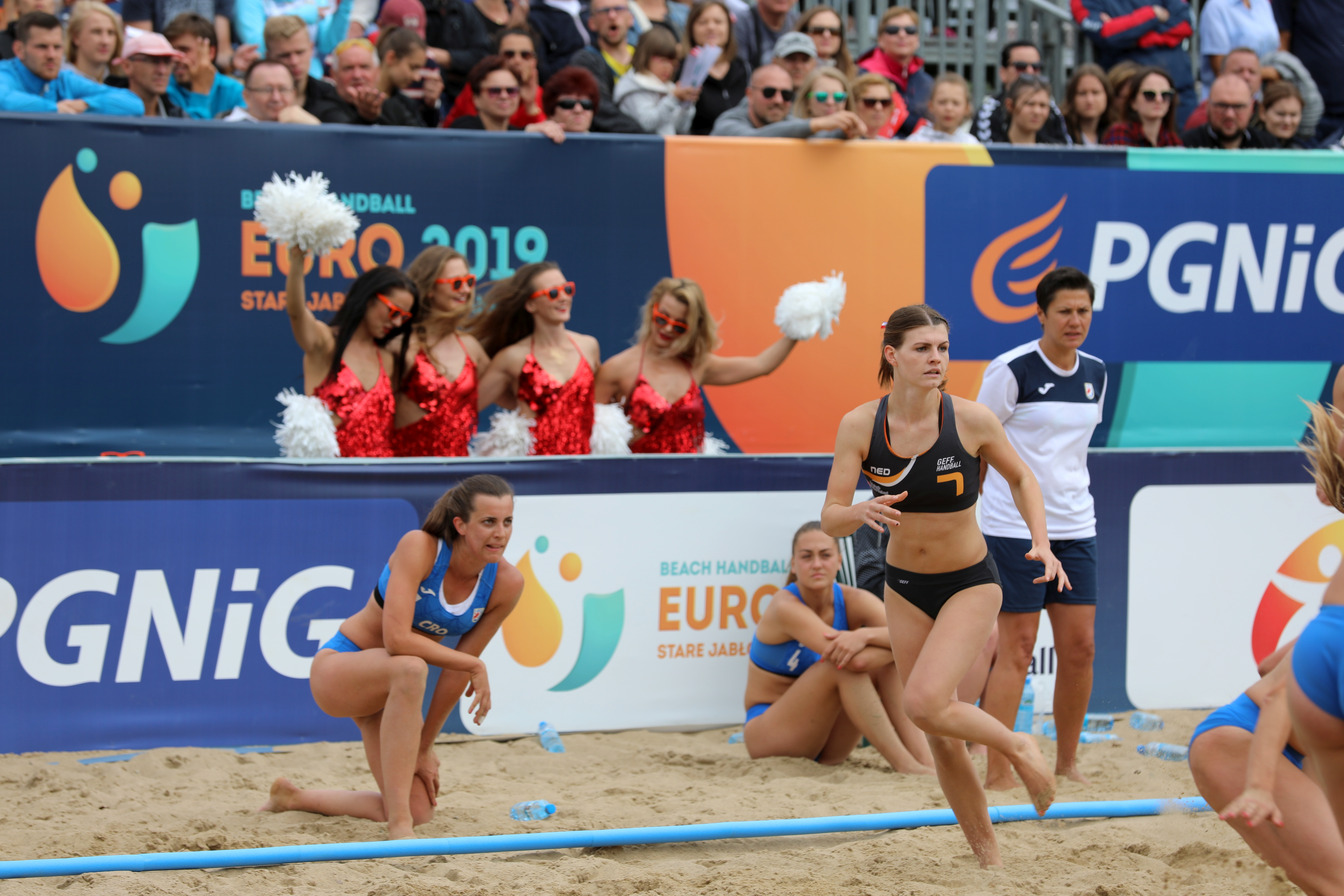
Buter (#7 im schwarzen Trikot) im Spiel um die Bronzemedaille bei den Europameisterschaften 2019

Im Jahr darauf gehörte Buter zum Kader der niederländischen Beachhandball-Nationalmannschaft der Frauen für die Beachhandball Euro 2019 in Stare Jabłonki. Wie ihre Mannschaftskolleginnen Lisanne Bakker, Amber van der Meij und Marit van Ede schaffte sie damit den direkten Sprung von der Junioren- zur A-Nationalmannschaft, die Vereinskameradin Lynn Klesser wurde erst unmittelbar vor dem Turnier aus dem Aufgebot gestrichen. Mit der niederländischen Mannschaft konnte sie den größten Erfolg bis dato erreichen und den dritten Platz belegen. Nachdem man im Halbfinale noch erneut an Ungarn gescheitert war, konnte im Spiel um den dritten Rang Kroatien geschlagen werden. Beide Teams bestanden wie die Niederlande in größerem Maße aus Teilnehmerinnen der Olympischen Jugendspiele des Vorjahres. Buter wurde in neun der zehn Spiele eingesetzt und war mit 83 Punkten aus 43 Toren bei 57 Versuchen die erfolgreichste Scorerin ihrer Mannschaft.

## Erfolge
Juniorenweltmeisterschaften im Beachhandball
- 2017: Vizeweltmeisterin (U 17)

Olympische Jugendspiele
- 2018: Viertplatzierte

Beachhandball-Europameisterschaft
- 2017: Europameisterin (U 17)
- 2018: Silbermedaille (U 18)[5][6]

Europameisterschaften im Beachhandball
- 2019: Bronzemedaille

## Einzelbelege
1. ↑  Dutch Beachhandball. Abgerufen am 30. September 2019.
2. ↑  Verslag NK Beach Handball 2017. Abgerufen am 30. September 2019.
3. ↑  Advance Communications: Nederlands Beach Handbalteam U18 gaat voor Olympisch goud! | Handbalstartpunt - Dé handbalwebsite van Nederland. Abgerufen am 30. September 2019 (niederländisch).
4. ↑  Oranje. Abgerufen am 30. September 2019 (niederländisch).
5. ↑  eurohandball.com: Hungary and Germany emerge as U18 Beach EURO champions, abgerufen am 13. März 2020
6. ↑  eurohandball.com: 2018 Women's ECh Beach Handball 18, abgerufen am 13. März 2020

| Personendaten    | Personendaten                          |
| ---------------- | -------------------------------------- |
| NAME             | Buter, Anna                            |
| KURZBESCHREIBUNG | niederländische Beachhandballspielerin |
| GEBURTSDATUM     | 27. September 2001                     |
| GEBURTSORT       | Tuitjenhorn                            |